# Sabine Lösing
Sabine Lösing, née le 30 novembre 1955 à Göttingen, est une députée européenne allemande. 
Elle est membre du groupe Gauche unitaire européenne/Gauche verte nordique. Elle est aussi membre de l'Association pour la taxation des transactions financières et pour l'action citoyenne (ATTAC).